# Dikasterij za komunikacijo
Dikasterij za komunikacijo (latinsko Dicasterium pro communicatione) je dikasterij Rimske kurije, potrjen z apostolsko konstitucijo papeža Frančiška Praedicate Evangelium, objavljeno 19. marca 2022. Ta je stopila v veljavo 5. junija 2022 na binkoštno nedeljo.

## Zgodovina
Nekdanje Tajništvo za komunikacijo je ustanovil papež Frančišek 27. junija 2015, z motuproprijem L'attuale contesto comunicativo in mu zaupal celoten sistem sredstev javnega obveščanja Svetega sedeža.
Po predhodnem posvetovanju s svetom kardinalov je papež Frančišek 27. februarja 2018 odločil, da se poprejšnje Tajništvo za komunikacijo preimenuje v Dikasterij za komunikacijo in se reskript o tem razglasi z objavo v vatikanskem časopisu L'Osservatore Romano ter je začel veljati isti dan, ko je bil objavljen tudi v uradnem listu Acta Apostolicae Sedis.

## Organiziranost
1. januarja 2019 se je zaključil proces združevanja vseh vatikanskih medijev v Dikasterij za komunikacijo.
Pod okrilje Dikasterija za komunikacijo so tako prešli naslednji uradi in ustanove: 
- Papeški svet za sredstva družbenega obveščanja,
- Tiskovni urad Svetega sedeža,
- Vatikanska tiskarna,
- založba Libreria Editrice Vaticana,
- Radio Vatikan (Radio Vaticana), ki oddaja v 41 jezikih,
- Vatican Media (nekoč Vatikanski televizijski center - Centro Televisivo Vaticano - CTV),
- Vatikanski multimedijski in večjezični portal Vatican News

## Enotni portal za komunikacijo in medije
Na spletnem portalu dikasterija: https://www.comunicazione.va/en.html so med drugim objavljene povezave do naslednjih portalov oz. spletnih strani: 
- Vatican News (tudi v slovenščini) [6]
- Radio Vatikan (Radio Vaticana, oddaja tudi v slovenščini)[7]
- L'Osservatore Romano[8]
- Vatikanska založba (Libreria Editrice Vaticana)[9]
- Vatikansko medijsko središče (Vatican Media)[10]
- Vatikanski tiskovni urad (Vatican Press) [11]
- Vatikanska filmoteka[12]

## Opis, poslanstvo in naloge
Dikasterij za komunikacijo danes vključuje Radio Vatikan, ki oddaja v 41 jezikih, center za kratkovalovno oddajanje Santa Maria di Galeria; spletni portal Vatican News, ki poleg tega, da prinaša novice v 43 jezikih, prav tako spremlja vernike pri molitvi, plejado računov na družabnih omrežjih v različnih jezikih (vključenih 5 milijonov uporabnikov v 26 jezikih na Facebooku (s 23-odstotno stopnjo rasti); na YouTubu več kot 101 milijonov ogledov video posnetkov, na Twitterju pa preko tri milijarde ogledov. Uredništvo uradne spletne strani Svetega sedeža: https://www.vatican.va varuje cerkveno učiteljstvo in objavlja sporočila papeža na Instagramu in Twitterju (36 milijard ogledov v letu 2020, vsak tvit je dosegel do 19 milijonov uporabnikov). 
Obsega tudi televizijski center (nekoč Centro Televisivo Vaticano (CTV) sedaj Vatican Media), ki poleg tega, da razširja podobe papeža, pomaga pri pripravi dokumentarnih filmov o zgodovini Cerkve in opravlja dokumentacijska snemanje vseh papeških in drugih pomembnih dogodkov v Vatikanu in tudi po svetu). Med ostalim upravlja tudi založniško hišo z dvema založbama ter časopis L'Osservatore Romano, ki izhaja v sedmih jezikih. Deli dikasterija so tudi fotografska služba, tiskarna, multimedijski arhiv (Filmoteca Vaticana) in tiskovni urad (Vatican Press), ki komunicira v več jezikih, vsak dan objavi bilten ter kontaktira z mediji z vsega sveta.
Dikasterij za komunikacijo na kratko s svojim delom podpira dejavnost Cerkve na področju sredstev javnega obveščanja, spremlja katoliške publikacije in periodični tisk, vodi radijske in televizijske postaje,  vse z namenom, da bi pravilno posredovale javnosti novice verske narave in širile nauk Cerkve. Dikasterij vzdržuje tudi stike s katoliškimi združenji in mediji, ki delujejo na področju družbenega obveščanja. Ozavešča katoličane, da bi si prizadevali za pastoralno učinkovito uporabo medijskih sredstev.

## Prefekti
- Paolo Ruffini (od 5. junija 2018)

## Člani
13. julija 2016 je papež Frančišek imenoval naslednje svetovalce tajništva (sedaj dikasterija) za komunikacijo:
- patriarha Moran Mor Béchara Boutros Raï
- kardinala John Njue
- kardinala Chibly Langlois
- kardinala Charles Maung Bo
- kardinala Leonardo Sandri
- kardinala Beniamino Stella
- nadškofa Diarmuid Martin
- nadškofa Gintaras Grušas
- škofa Marcello Semeraro
- škofa Stanislas Lalanne
- škofa Pierre Nguyễn Văn Khảm
- škofa Ginés Ramón García Beltrán
- škofa Nuno Brás da Silva Martins
- Alessandro Elia
- Kim Daniels
- Markus Schächter
- Leticia Soberón Mainero

12. aprila 2017 je papež Frančišek tajništvo (sedaj dikasterij) za komunikacijo razširil s 13 novimi svetovalci:
| - Jacquineau Azétsop - Fernando Giménez Barriocanal - Ann Carter - Dino Cataldo Dell'Accio - Graham Ellis - Peter Gonsalves - José María La Porte | - Ivan Maffeis - James Martin - Paolo Peverini - Eric Salobir - Michael Paul Unland - Michael Warsaw |  |

18. decembra 2018 je papež Frančišek Andrea Torniellija imenoval za izvršnega direktorja.
3. decembra 2021 je papež Frančišek imenoval škofa Emmanuel Adetoyese Badejo za člana Dikasterija za komunikacijo.

## Drugi sklenjeni dogovori
Papeška univerza Urbaniana in Dikasterij za komunikacijo sta 18. julija 2024 podpisala dogovor o uredniškem upravljanju znanstvene dejavnosti založbe te papeške univerze.